# Danse du chevalet
La danse du chevalet, appelée aussi jeu du chevalet ou le Chevalet est une danse essentiellement carnavalesque qui peut revêtir des tailles et des formes différentes selon les lieux où elle se pratique. Née au Moyen Âge à Montpellier semble-t-il, elle est un élément important de la tradition héraultaise, mais se décline plus largement autour de ce département. Elle est partie intégrante du patrimoine immatériel du Languedoc,.

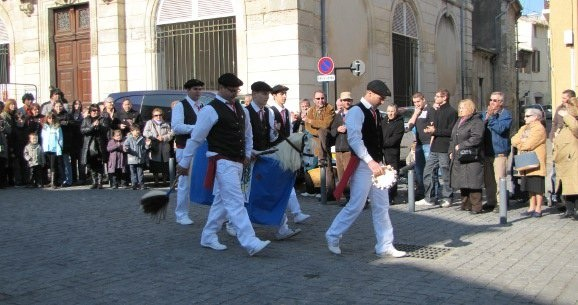
La Danse du Chevaler à Cournonterral.

## Origine
L'origine de la danse est incertaine. La légende affirme que les consuls de Montpellier, lassés de voir Pierre II d'Aragon (dit le Catholique) se désintéresser de Marie de Montpellier, réussirent par une belle nuit de 1208 à réintroduire subrepticement la conjointe dans le lit conjugal. Pierre d’Aragon ramena alors sur son cheval Marie de Montpellier et l’enfant né de cette union, Jacques d’Aragon, de Mireval jusqu'à la ville Montpellier. Arrivés en ville, les habitants, rassurés de cette réconciliation, fêtèrent autant les époux et leur enfant que le cheval,,,.
Les Montpelliérains obtinrent du roi le droit de garder le cheval devenu précieux et symbolique. L’animal vécut vingt ans, et, chaque année, il devenait le centre d’intérêt de grandes fêtes. On dansait autour de lui, on festoyait en mémoire de la naissance de Jacques 1er,,.

## La danse du chevalet dans la culture
Le roi Louis XV fit danser le chevalet  durant sa maladie en 1721.

## Figures
La danse du chevalet nécessite un porteur du cheval postiche, un donneur d’avoine, et un maréchal-ferrant (le cheval aurait perdu un fer en rentrant dans la localité de Saint-Jean-de-Védas). Certainement plus tard, quelques recréations dotent le trio de deux latéraux portants fouets et moscals (chasse-mouche).
Le jeu consiste à ce que le donneur d’avoine présente toujours, au cours des différentes figures, cette civada (avoine en occitan) à un chevalet qui se doit de la refuser et de ruer.
Les figures incontournables sont :
- Premier câlinage : Présentation de l’avoine.
La tentation: Branle latéral et Branle circulaire ;
- Second câlinage : Domestication.
L’avoine et la ferrade: Branle frontal et Branle tombé ;
- Troisième câlinage : Rébellion de l’animal.
Petit galop couché: Branle couché et Branle des Ruades ;
- Quatrième Câlinage : Dressage.
La grâce en « Ressa » : Branle en scie et Branle en valse ;
- Dernier Câlinage : Osmose.

### Variantes locales
Dans quelques villages de l'Hérault, comme à Vias, le chevalet prend les traits d'une petite chèvre, la cabreta, portée alors par un seul homme.

### Odonyme
Une voie publique à Montpellier est nommée : rue de la Danse-du-Chevalet (43° 36′ 12,29″ N, 3° 51′ 29,38″ E).